# マーク・ブリーランド
マーク・ブリーランド（Mark Breland、1963年5月11日 - ）は、アメリカ合衆国の元プロボクサー。ニューヨーク州ブルックリン出身。元WBA世界ウェルター級王者。

## 来歴
1984年ロサンゼルスオリンピックウェルター級金メダリスト。ライトウェルター級からウェルター級の階級に渡って出場したゴールデングローブでは6度の優勝（ニューヨーク州で5回　インターシティで1回　ニューヨーク州でのゴールデングローブ5回の優勝は史上初）を飾っている。1982年にウェルター級で出場した世界選手権も優勝し同じくウェルター級で出場した1984年のロサンゼルスオリンピックでも圧倒的な強さを見せ下馬評通りの優勝を収めた。最終的なアマチュア戦績は111戦110勝1敗。
1984年11月15日にウェルター級でプロデビューを果たし、1987年2月に空位だったWBA世界ウェルター級王座決定戦に勝利して初めて世界タイトルを獲得。初防衛戦のマーロン・スターリング戦で敗れて陥落した。1989年2月に同王座を奪還してからは防衛を重ねる。同年12月に3度目の防衛戦で来日し、指名挑戦者の尾崎富士雄相手にリーチ差を生かしたワンツーと左アッパーで圧倒して4RTKOで退けた。
その後、4度目の防衛にも成功するが、5度目の防衛戦でアーロン・デイヴィスに敗れ、復帰後にもホルヘ・バカにも敗れている。卓越したボクシングスキルを持っていながらも顎の弱さや中盤からのスタミナ不足が原因となりプロの舞台ではアマチュア時代のような無敵の強さを見せることができなかった。
引退後は俳優をしていた時期もあったがデオンテイ・ワイルダーのトレーナーをデビューした2008年11月25日から2020年2月22日のデオンティ・ワイルダー 対 タイソン・フューリー第2戦まで担当した。

## 獲得タイトル
- WBA世界ウェルター級王座(1期目:防衛0、2期目:防衛4)